# 道の駅甘楽
道の駅甘楽（みちのえき かんら）は、群馬県甘楽町にある群馬県道46号富岡神流線の道の駅である。

## 道路
- 群馬県道46号富岡神流線

## 施設
- 駐車場（普通車37台、大型車2台、身障者用1台）
- トイレ 屋外（男6、女2、身体障害者用1）、屋内10
- 情報提供
- 特産品売店
- レストラン
- 松井家住宅 - 江戸時代中期の農家造りとして移築

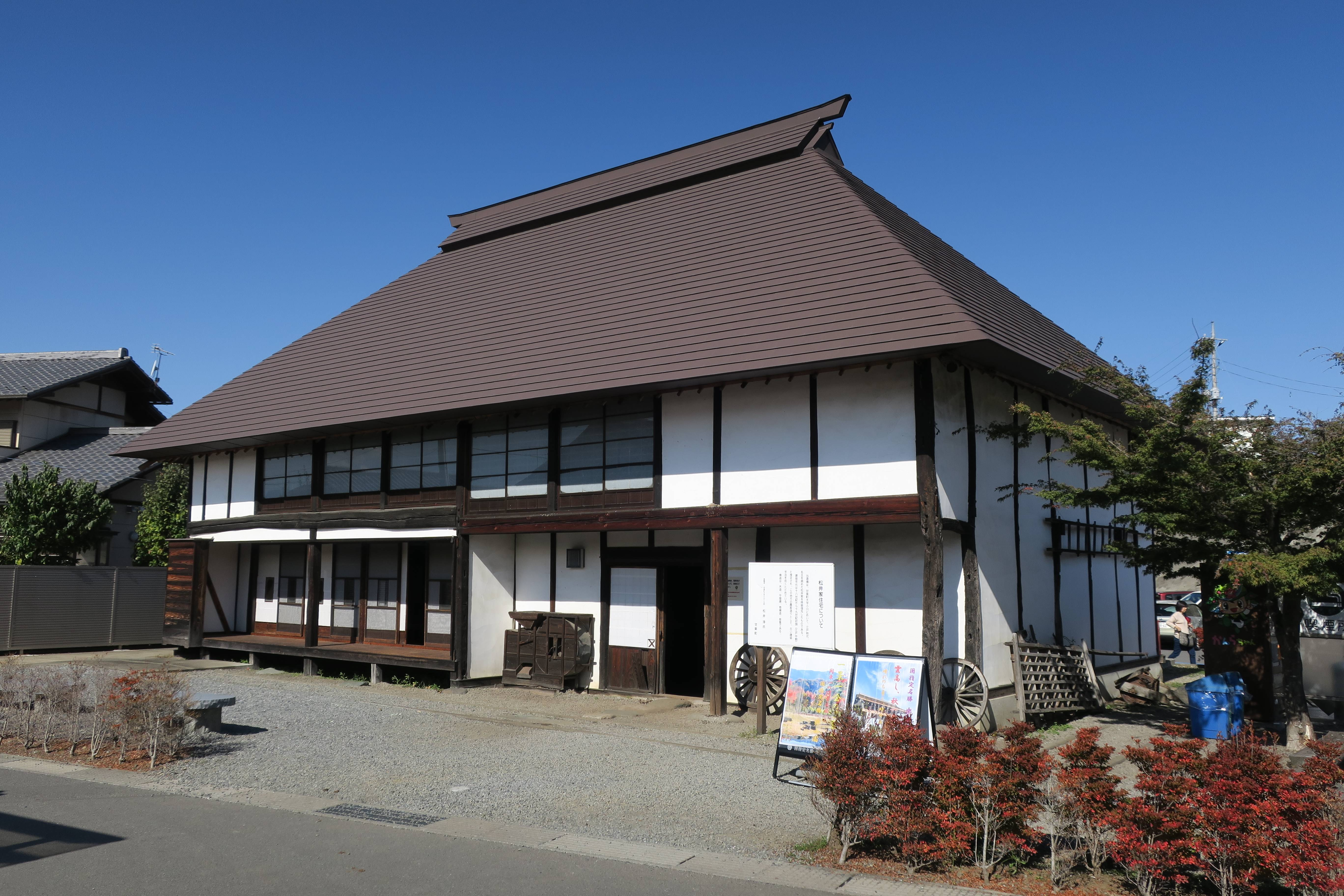
松井家住宅

## 休館日
- 第1・3火曜日
- 1月1日

## 周辺
- 群馬サファリパーク
- 上信越自動車道 富岡インターチェンジ
- 群馬県道193号下仁田小幡線
- 群馬県道197号下高尾小幡線